# 阿爾切皮蒂夫卡
47°54′19″N 30°8′46″E / 47.90528°N 30.14611°E
阿爾切皮蒂夫卡（烏克蘭語：Арчепитівка）是位於烏克蘭西南部的村莊，由敖德萨州波迪利斯克区的柳巴希夫卡市鎮負責管轄。該村始建於1798年，面積3.08平方公里，海拔高度96米，2001年人口405，人口密度每平方公里131.54人。